# Hôtel de Brienne
Hôtel de Brienne, též Hôtel de Conti, je městský palác v Paříži. Nachází se na adrese 14, Rue Saint-Dominique v 7. obvodu. Palác byl po určitou dobu sídlem princů Conti, mladší větve Bourbon-Condé a princů královské krve. Starší palác, který užívala knížata Conti, se nacházel v 6. obvodu. Hôtel de Brienne slouží od roku 1817 jako administrativní budova ministerstva obrany a od roku 1993 je chráněn jako historická památka.

## Historie
V roce 1724 François Duret, prezident Velké rady zakoupil na předměstí Saint-Germain pozemek, který se nacházel mezi současnou Rue Saint-Dominique a Rue de l'Université. Parcela byla určena pro markýzu Jeanne-Agnès Berthelot de Pléneuf, milenku Louise Henriho de Bourbon-Condé, který zde chtěl postavit rozsáhlý palác. Po vévodově diskreditaci v roce 1726 se markýza vzdala přestěhování do rozestavěného paláce. Dům poté koupila Françoise de Mailly (1688–1742), vdova po markýzovi Louisovi II. Phélypeauxovi de La Vrillière (1672–1725). Od ní ho koupila v roce 1733 Luisa Alžběta Bourbonská, princezna Conti, která pověřila architekta Nicolase Simonneta novou výzdobou. Palác se poté nazýval Hôtel de Conti. Krátce před svou smrtí v roce 1775 darovala princezna Conti palác svému vnukovi Louisovi Françoisovi I. de Bourbon. Od něj ho získal v následujícím roce Louis Athanase de Loménie de Brienne (1730–1794), který byl v roce 1787 jmenován ministrem války. Palác se od té doby nazývá Hôtel de Brienne a poprvé ve své historii se stal sídlem ministra války.

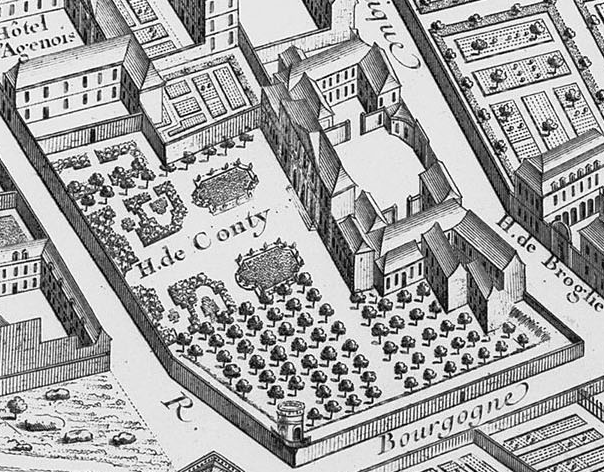
Palác pod názvem Hôtel de Conti na mapě města, kolem roku 1737

Hrabě Brienne byl gilotinován v květnu 1794 a po jeho smrti byl palác zabaven revoluční správou, která zde zřídila Výbor pro obchod a zásobování. V roce 1795 byl palác navrácen komtese de Brienne. V roce 1798 palác koupila manželka Françoise Séguyho, generálního dodavatele vojenského proviantu, která pod vedením architekta Lavoyepierra provedla řadu stavebních úprav. Manželé kvůli finančním obtížím o palác přišli. Soud v roce 1800 budovu přiřkl Josephu Lanfreyovi, zaměstnanci úřadu vojenských služeb, který jej pronajal Lucienovi Bonapartovi, který byl tehdy ministrem vnitra. V roce 1802 jej získal Lucien Bonaparte do vlastnictví. Provedl několik úprav interiérů a palác v roce 1805 prodal své matce Laetitii Ramolino.
Od ní koupil palác v roce 1817 stát a palác se stal sídlem ministra války, posléze ministra obrany. V paláci zasedl během první světové války Georges Clemenceau. Generál Charles de Gaulle zde měl kancelář jako státní sekretář během bitvy o Francii a poté jako šéf dočasné vlády od 25. srpna 1944 do 26. ledna 1946.
Hôtel de Brienne byl 21. ledna 1993 zapsán na seznam historických památek.